# Los Yorks
Pour les articles homonymes, voir York (homonymie).
Los Yorks, également stylisé Los York's, est un groupe de beat péruvien. Il a été actif durant les années 1960 et 1970,.

## Biographie
Actifs de 1966 à 1974, ils sortent quatre lbums et une vingtaine de singles, principalement sur le label local MAG. Ils ont exprimé la voix de la jeunesse péruvienne dans les années 60 et étaient considérés comme des stars dans leur pays, au point d'avoir leur propre show à la télévision (comme the Monkees). Malgré un répertoire centré sur les reprises (the Rolling Stones, Jimi Hendrix, Cream etc.) leur son d'une brutalité et d'une sauvagerie hors norme, en fait un des groupes les plus passionnants de cette époque à venir d'Amérique du Sud.
Leur premier single, Abrazame, est publié au label MAG en mars 1967. Plus tard, pendant une brève période, Pablo Luna ne participe pas aux enregistrements. Entre-temps, il est remplacé par Enrique Palacios. The Yorks sortent leur premier album, Yorks' 67 chez MAG. Pendant l'enregistrement de l'album, Miguel Quiroz joue à la place de Walter Paz.
The Yorks terminent d'éditer leur dernier album, Ritmo y sentimiento. À la production de cet album, ils choisissent la new wave. En mars 1971, alors qu'il commence à atteindre le succès, des pressions du gouverneur militaire Juan Velasco Alvarado commence à critiquer le style du groupe, le qualifiant d'« immoral » et « provocateur ». En 1974, le groupe se sépare.

## Membres

### Formation initiale
- Pablo Luna - voix
- Walter Paz - guitare
- Romàn Palacios - guitare
- Jesùs Vìlchez - basse
- Pacho Aguilar - batterie

## Discographie

### Albums studio
- 1967 : Los York's 67
- 1968 : Los York's 68
- 1969 : Los York's 69
- 1969 : Ritmo y sentimiento

### Compilation
- 2008 : El Viaje 1966-1974 (Munster Records)